# Poliana Okimotová
Poliana Okimotová (* 8. března 1983 São Paulo) je brazilská reprezentantka v dálkovém plavání, příslušnice brazilské armády a studentka Universidade Santa Cecília. Pochází z rodiny japonských přistěhovalců.
Od roku 1997 se věnovala bazénovému plavání, na MS 2002 skončila na 18. místě v závodě na 800 m volným způsobem. Prvním jejím úspěchem v dálkovém plavání bylo vítězství v domácím závodě Travessia dos Fortes v roce 2005. Na mistrovství světa v dálkovém plavání v roce 2006 získala stříbrné medaile v závodech na 5 km a 10 km. Na Panamerických hrách získala v roce 2007 stříbro, které v roce 2011 obhájila. Na mistrovství světa v plavání 2013 v Barceloně vyhrála na desetikilometrové trati, na poloviční byla druhá a na třetím místě skončila v soutěži družstev. V roce 2013 byla zvolena nejlepší světovou dálkovou plavkyní a brazilskou sportovkyní roku. Na olympiádě 2016 v Rio de Janeiro získala bronzovou medaili. Závodila za SC Corinthians Paulista, od roku 2013 je členkou univerzitního klubu UNISANTA. Jejím manželem a trenérem je Ricardo Cintra.